# Лесной район (КНР)
Лесной район (кит. упр. 林区, пиньинь línqū, палл. линьцюй) — административная единица уездного уровня в Китайской Народной Республике. Территория лесных районов занята естественными или искусственными лесами; основной деятельностью в лесном районе является лесоводство.

## Лесные районы КНР
В настоящее время в Китайской народной республике имеется всего один лесной район — Шэньнунцзя в провинции Хубэй.